# Target (serie televisiva 1958)
Target  è una serie televisiva statunitense in 39 episodi trasmessi per la prima volta nel corso di una sola stagione nel 1958.

## Trama
È una serie televisiva di tipo antologico in cui ogni episodio rappresenta una storia a sé. Gli episodi sono storie drammatiche, d'orrore o thriller e vengono presentati da Adolphe Menjou.

## Produzione
La serie fu prodotta da ZIV Television Programs.
Tra i registi della serie sono accreditati Eddie Davis (8 episodi), Henry S. Kesler (4 episodi), Jack Herzberg (3 episodi) e Sutton Roley (3 episodi).

## Episodi
| Stagione       | Episodi | Prima TV originale |
| -------------- | ------- | ------------------ |
| Prima stagione | 39      | 1958               |